# Kathodolumineszenzmikroskop

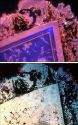
Dünnschliff eines Quarz-Kristalls: Oben Kathodolumineszenz, unten im Durchlicht

Ein Kathodolumineszenzmikroskop ist eine Kombination eines optischen Mikroskops mit einer Kathodenstrahlröhre. Es dient dazu, die durch einen Elektronenstrahl angeregten Lumineszenzeigenschaften (Kathodolumineszenz) von polierten Dünnschliffen, Dickschliffen oder Mounts von Festkörperproben zu untersuchen. Um eine Aufladung der Probe zu verhindern, muss die Oberfläche mit einer dünnen leitenden Schicht aus Gold oder Kohlenstoff beschichtet werden. Dieses wird normalerweise durch Plasmabeschichtung in einem Sputter-Gerät oder Bedampfung mit Kohlenstoff erreicht.
Mit Hilfe eines Kathodolumineszenzmikroskops können Strukturen innerhalb der Kristalle oder der Gefüge sichtbar gemacht werden, die unter normalen lichtmikroskopischen Bedingungen nicht erkennbar sind. So können z. B. wichtige Informationen über das Wachstum von Kristallen gewonnen werden. Kathodolumineszenzmikroskope werden in der Geologie, Mineralogie und den Materialwissenschaften verwendet (Untersuchung von Gesteinen, Mineralen, vulkanischen Aschen, Gläsern, Keramik, Zementen, Flugasche etc.).
Farbe und Intensität der Kathodolumineszenz sind im Wesentlichen von den Eigenschaften der Probe abhängig, sind aber auch stark durch die Arbeitsbedingungen der Elektronenquelle bestimmt (Beschleunigungsspannung und Strahlstrom des Elektronenstrahls).

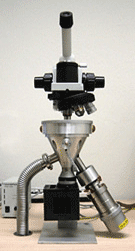
KL-Mikroskop mit „heißer“ Kathode

Heute sind zwei Arten Kathodolumineszenzmikroskopen im Gebrauch. Eines arbeitet mit einer „kalten Kathode“, wobei der Elektronenstrahl durch eine Gasentladungsröhre erzeugt wird. Das andere erzeugt einen Elektronenstrahl mittels einer Glühkathode (engl. „hot cathode“), wobei die Elektronen von einem glühenden Wolframdraht (Haarnadelkathode) aus beschleunigt werden. Der Vorteil einer heißen Kathode ist die hohe und exakt kontrollierbare Intensität des Elektronenstrahls, wodurch auch schwach lumineszierende Materialien (wie z. B. Quarz, siehe Abbildung) zum Leuchten angeregt werden können.